# Saša Kos
Saša Kos, slovenska bibliotekarka in političarka, * 2. maj 1953, Ljubljana.
Kosova je bila kot članica Pozitivne Slovenije poslanka 6. državnega zbora Republike Slovenije.